# Waldemar Bonsels

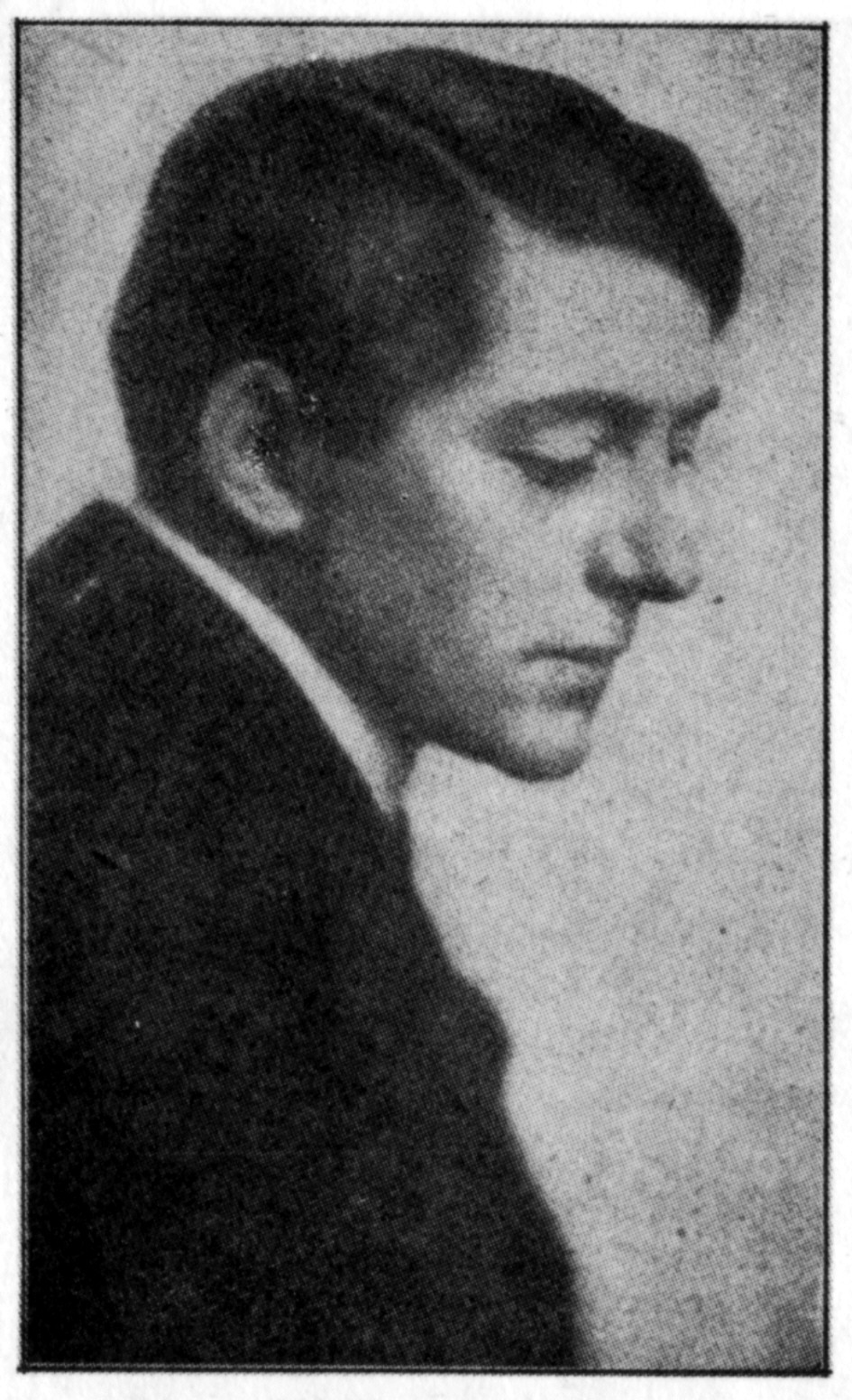
Waldemar Bonsels (1923)

Jakob Ernst Waldemar Bonsels (* 21. Februar 1880 in Ahrensburg; † 31. Juli 1952 in Ambach am Starnberger See) war in den 1920er Jahren einer der meistgelesenen deutschen Schriftsteller. Sein 1912 erschienenes Buch Die Biene Maja und ihre Abenteuer, das in über 40 Sprachen übersetzt wurde, und die 1915 veröffentlichte Fortsetzung Himmelsvolk machten ihn weltberühmt.
Bonsels war ein bekennender Antisemit und äußerte 1933 seine Zustimmung zur Nazi-Politik gegen Juden; in einem weit verbreiteten Zeitungsartikel („NSDAP und Judentum“) nannte er die Juden „einen tödlichen Feind“, der „die Kultur vergifte“.

## Leben

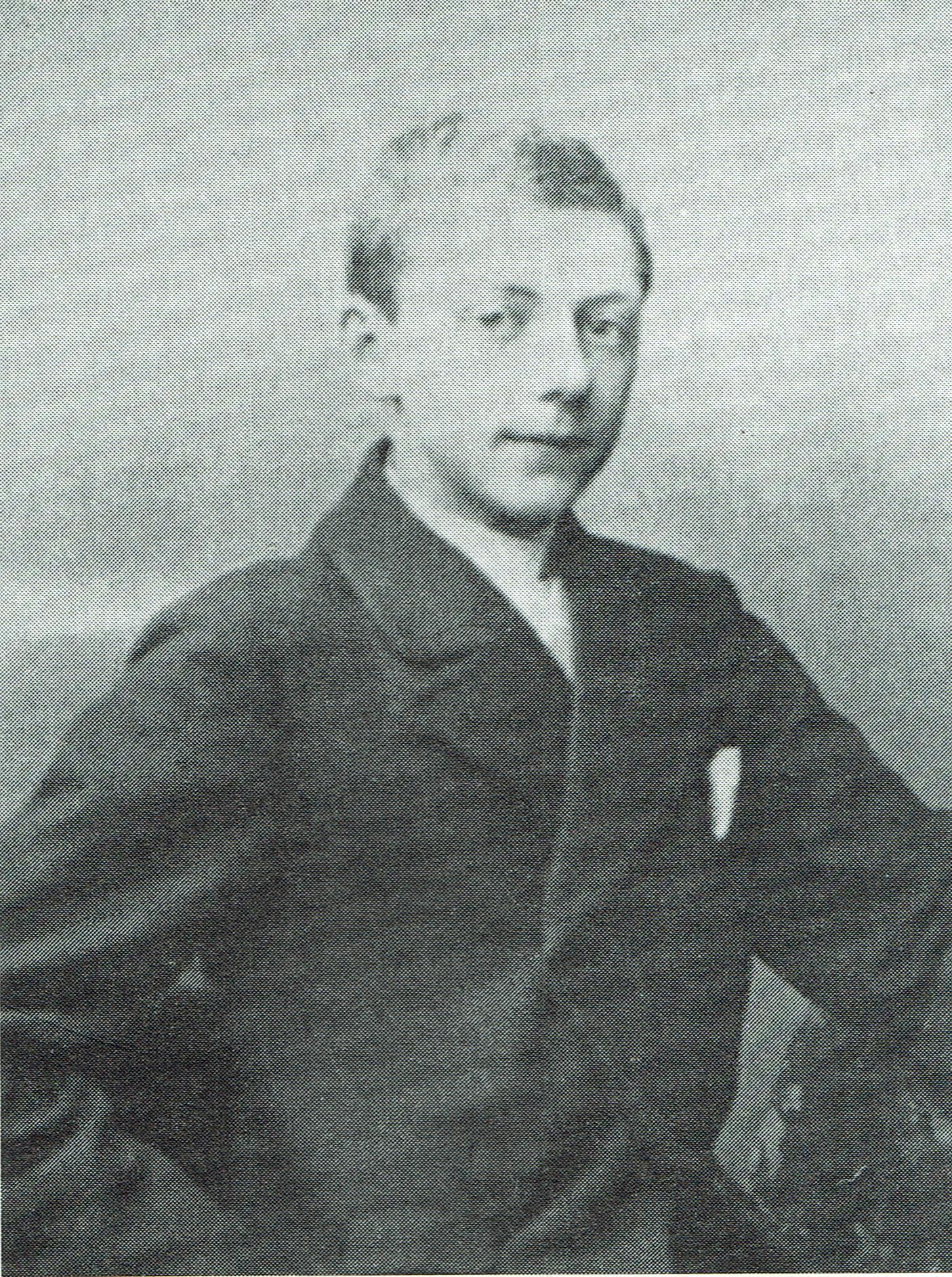
Waldemar Bonsels mit 15 Jahren

### Herkunft
Waldemar Bonsels wurde am 21. Februar 1880 als zweites von fünf Kindern in Ahrensburg (Holstein) geboren. Sein Vater Reinhold Bonsels (1848–1923) gab 1884 seine Apotheke in Ahrensburg auf und studierte in Berlin Zahnmedizin. Von 1890 bis 1897 hatte er eine eigene Zahnarztpraxis in Kiel, 1898 wechselte er an die v. Bodelschwinghschen Anstalten in Bethel in Bielefeld-Gadderbaum.

### Ausbildung und erste Tätigkeiten
Waldemar Bonsels besuchte in Kiel die Oberrealschule am Knooper Weg (die heutige Humboldt-Schule), vergleichbar mit einem heutigen Gymnasium. Sein kleiner Bruder wurde dort 1893 von einem 15-Jährigen erschossen. Er verließ die Schule zu Ostern 1896 im Alter von 16 Jahren ohne Abschluss. Anschließend absolvierte er in Bielefeld eine kaufmännische Ausbildung und arbeitete von Ende 1900 bis Juni 1902 als Kaufmann in einer Karlsruher Druckerei. In Bethel, Basel und England ließ er sich zum Missionskaufmann ausbilden und ging im Auftrag der Basler Mission 1903 nach Niederländisch-Indien, wo er jedoch nur von Oktober 1903 bis April 1904 blieb.
Kurz nach seiner Rückkehr aus Niederländisch-Indien gründete Bonsels mit seinen Freunden Hans Brandenburg, Bernd Isemann und Carl Strauss den Verlag E. W. Bonsels und Co. in München-Schwabing. In diesem Verlag erschien noch im Jahr 1904 sein offener Brief Mein Austritt aus der Baseler Missions-Industrie und seine Gründe, in dem er seine Kritik an der Arbeit der Basler Mission in Niederländisch-Indien formulierte.

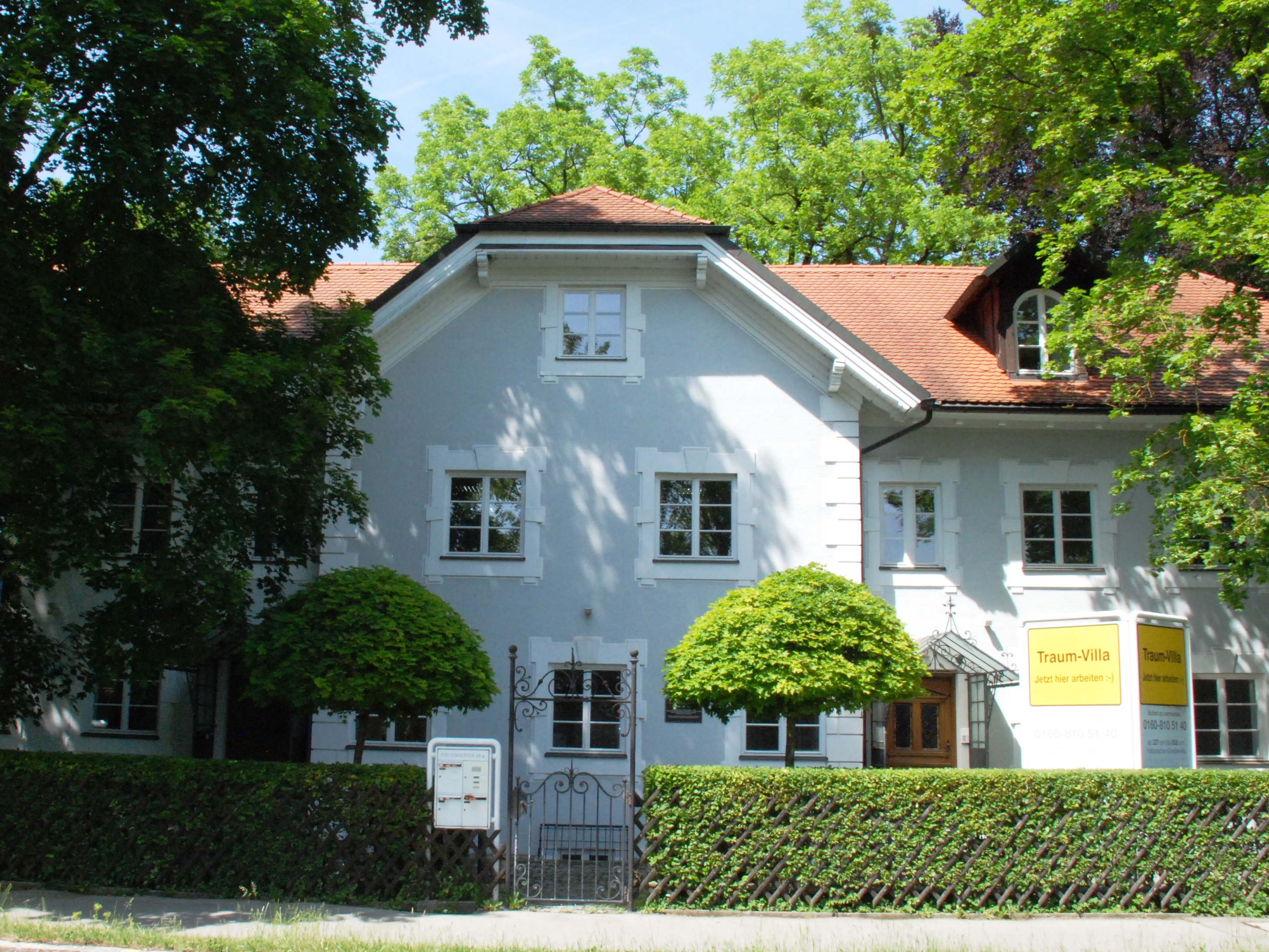
Villa Isemann in Oberschleißheim

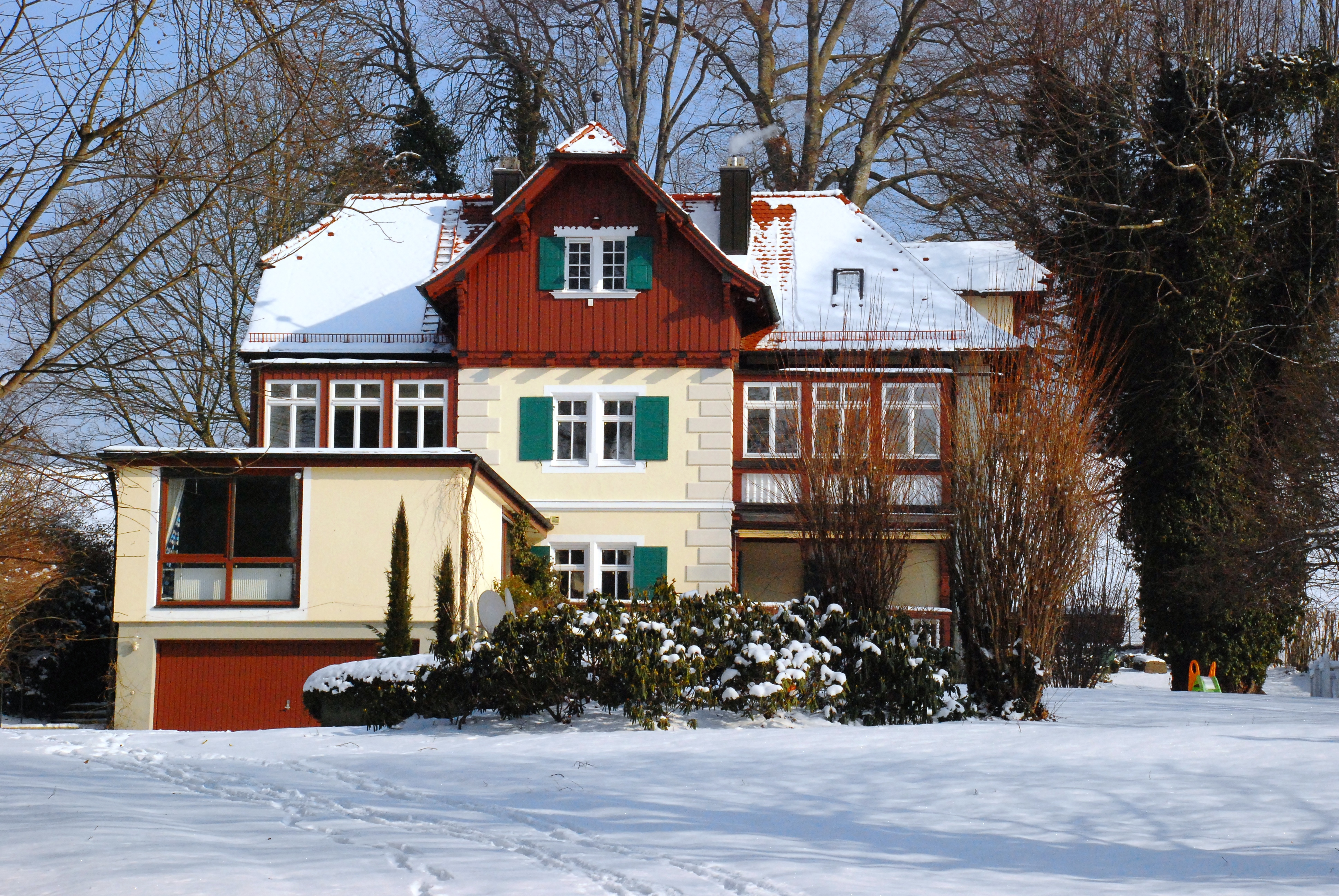
Das Bonsels-Haus in Ambach

### Umbrüche
1906 heiratete er Klara Brandenburg, die Schwester eines seiner Mitverleger, trennte sich jedoch von ihr im Geburtsjahr des zweiten Sohnes. Wenige Jahre später heiratete er Elise Ostermeyer, durch deren Vater Johannes Ostermeyer er zur Basler Mission gekommen war. Auch aus dieser Ehe gingen zwei Söhne hervor.
Anfang der 1910er-Jahre zog Bonsels mit seiner Familie in das Haus des Freundes und Mitverlegers Isemann nach Oberschleißheim bei München. Dort verfasste er das Buch Die Biene Maja und ihre Abenteuer, das 1912 erschien, später in über 40 Sprachen übersetzt wurde und ihn weltberühmt machte. Ebenfalls 1912 zog sich Bonsels aus dem E. W. Bonsels und Co.-Verlag zurück.
Im Ersten Weltkrieg war Bonsels Kriegsberichterstatter des Kriegspresseamtes des Großen Generalstabes, zunächst in Galizien, später im Baltikum. Im Juli 1918 wurde er Mitglied der Auslandsabteilung der OHL. Im gleichen Jahr kaufte und bezog er ein Haus in Ambach am Ostufer des Starnberger Sees, wo er bis zu seinem Tod wohnte. Seine Frau Elise und seine Söhne kamen jedoch nicht mit nach Ambach, da Bonsels ein Leben ohne Familie bevorzugte; die Ehe wurde geschieden. Mit der Tänzerin Edith von Schrenck hatte Bonsels einen weiteren Sohn, heiratete sie aber nicht.
1925 begleitete Bonsels den Dokumentarfilmer Adolph von Dungern (Pori, Urwelt im Urwald, Am großen Strom) und den Kameramann August Brückner (der 1931 auf einer ähnlichen Expedition an einer Tropenkrankheit starb) auf einer „biologischen Filmexpedition“ nach Brasilien. Laut von Dungern setzte allerdings „das Fieber der willkommenen Kameradschaft bei Jagd und Fischerei, bei Forschung und Bildaufnahmen ein vorzeitiges Ende, und Waldemar Bonsels sah sich genötigt, nach einigen Monaten wieder in das gemäßigte Klima Europas zurückzukehren“.
Waldemar Bonsels wurde zu einem der meistgelesenen Autoren der 1920er-Jahre in Deutschland. Bis in die 1940er-Jahre veröffentlichte er in ein- bis zweijährigen Abständen neue Bücher. In Deutschland, Österreich, der Schweiz und den USA hielt er Vorträge und las aus seinen Büchern.

### Verhältnis zum Nationalsozialismus
Bonsels war bekannt als Antisemit, so dass sich bereits insofern eine Nähe zum Nationalsozialismus ergab. Anders als „die Avantgarde der Weimarer Republik“ (Liste verbotener Autoren während der Zeit des Nationalsozialismus) erhielt er kein Schreibverbot, sondern wurde in die Reichsschrifttumskammer aufgenommen. Nach den studentischen Bücherverbrennungen vom 10. Mai 1933 publizierten die Zeitungen einen ihnen vom Propagandaministerium zugeschickten Artikel Bonsels’, NSDAP und Judentum. Darin begrüßte er, dass nun der „überhandnehmende Einfluß jüdischen Wesens“ auch in der Kultur beendet werde. „Der Jude ist anders als wir“, bemerkte er. Juden stellten ein „penetrantes Element der Einwirkung“ dar. Sie verbreiteten „Gift“. Ihr Einfluss sei als „tödlicher Feind“ „unserer Bewegung“ wie der Volksgemeinschaft insgesamt zu werten. Gerade auch für Kunst und Kultur gelte das, es seien Juden gewesen, die darüber entschieden hätten, welche Schriftsteller und Dichter erfolgreich gewesen seien. Bonsels erfuhr im Nationalsozialismus keinerlei Einschränkungen seiner schriftstellerischen Tätigkeit. 
Während des Zweiten Weltkriegs war er Herausgeber der kriegspropagandistischen Münchner Feldposthefte.
1941 gab er mit Der Hüter der Schwelle. Die Welt des Novalis eine Anthologie heraus, von der der Literaturwissenschaftler Herbert Uerlings sagt, sie enthalte „offene rassistische Hetze“ gegen Heinrich Heine, während der Dichter Novalis durch Bonsels einer „antisemitischen Indienstnahme“ ausgesetzt werde.
1943 erschien sein Roman Der Grieche Dositos in einer Auflage von ca. 100 Exemplaren als „nicht für die Öffentlichkeit bestimmter“ Privatdruck. Ein Exemplar übersandte er dem damaligen Reichsinnenminister Wilhelm Frick und hob dabei eine beabsichtigte antisemitische Wirkung des Buches hervor.

### Nachkriegszeit
Mit dem Ende des Nationalsozialismus wurde Bonsels in den amerikanischen und britischen Besatzungszonen mit einem Publikationsverbot belegt. Im Jahr 1947 trat er im Entnazifizierungsverfahren von Henriette von Schirach als Entlastungszeuge auf. Er überarbeitete Dositos und veröffentlichte das Werk 1948 im Corona Verlag in Neustadt (Haardt) in der französischen Besatzungszone. 1952 gab er dem Buch den neuen Titel Das vergessene Licht.
1949 erkrankte Waldemar Bonsels an Lymphogranulomatose (Morbus Hodgkin). Im darauffolgenden Jahr heiratete er seine langjährige Lebensgefährtin Rose-Marie Bachofen. Am 31. Juli 1952 starb Bonsels in seinem Haus in Ambach, seine Urne wurde im Garten des Hauses beigesetzt.

## Rezeption
Seit 1932 gibt es in seiner Geburtsstadt Ahrensburg einen Waldemar-Bonsels-Weg. Auch in Kiel, wo er das Gymnasium besuchte, gibt es im Stadtteil Pries-Friedrichsort eine Straße mit seinem Namen. In Oberschleißheim, dem Entstehungsort der Biene Maja, ist der Bonselsweg nach ihm benannt.
Die 1977 gegründete Waldemar-Bonsels-Stiftung widmet sich dem literarischen Erbe von Waldemar Bonsels. Ihr gehört seit 1978 auch sein ehemaliges Wohnhaus in Ambach. Die Villa wurde im Jahr 2014 renoviert. Die Waldemar-Bonsels-Stiftung hat in dem Haus einen Erinnerungsraum mit seinem Schreibtisch und seiner Bibliothek eingerichtet, der jedoch wegen der Nutzung des Gebäudes durch private Mieter nicht besichtigt werden kann.
Auf einer Website der schleswig-holsteinischen Landesregierung findet sich die literaturgeschichtliche und -ästhetische Einordnung, die Bücher des Bonsels ließen sich der Neuromantik zurechnen, ein Verweis darauf, er habe zu den meistgelesenen Schriftstellern der Weimarer Republik gehört, und der Hinweis, er sei ein bekannter Antisemit gewesen, der im Nationalsozialismus ungestört habe weiterschreiben können und unter anderem nun mit Kriegspropaganda hervorgetreten sei. Später sei er in Vergessenheit geraten, dann aber durch die Fernsehserie Die Biene Maja in den 1970er Jahren erneut bekannt geworden.
Das Literaturhaus München führte in Zusammenarbeit mit der Waldemar-Bonsels-Stiftung am 3. und 4. März 2011 die Tagung 100 Jahre Biene Maja – Waldemar Bonsels’ Literatur und ihre Folgen durch. Die Berichterstattung darüber stellte seinen Antisemitismus und sein Verhältnis zum Dritten Reich in den Vordergrund.

## Werke (Auswahl)
- Mein Austritt aus der Baseler Missions-Industrie und seine Gründe: Ein offener Brief an die Baseler Missions-Gemeinde in Württemberg und der Schweiz. E. W. Bonsels Verlag, München 1904
- Ave vita morituri te salutant. E. W. Bonsels Verlag, München 1906
- Mare. Die Jugend eines Mädchens. F. Fontane & Co., Berlin 1907
- Kyrie eleison. E. W. Bonsels Verlag, München 1908
- Blut. Janssen, Hamburg 1909
- Don Juans Tod. Carl Friedr. Strauß, München 1910
- Das Feuer. Carl Friedr. Strauß, München 1910
- Der tiefste Traum. Schuster & Loeffler, Berlin 1911
- Die Toten des ewigen Krieges. Schuster & Loeffler, Berlin 1911
- Die Biene Maja und ihre Abenteuer. Schuster & Loeffler, Berlin 1912[19]
- Das Anjekind. Schuster & Loeffler, Berlin 1913
- Himmelsvolk. Schuster & Loeffler, Berlin 1915
- Indienfahrt. Rütten & Loening, Frankfurt am Main 1916
- Der Pfarrer von Norby. Schmidkunz, München 1916. Ab 1919 als Norby – Eine dramatische Dichtung bei Schuster & Loeffler neu aufgelegt
- Menschenwege. Aus den Notizen eines Vagabunden. Rütten & Loening, Frankfurt am Main 1917
- Don Juan. Schuster & Loeffler, Berlin 1919 (epische Dichtung, begonnen 1906; die letzten vier Gesänge erschienen 1910 bei Carl Friedrich Strauß in München als Don Juans Tod; die Arbeit wurde 1914 beendet). Erstauflage: 3000 Exemplare
- Leben ich grüße dich. Otto Janke, Berlin 1921
- Eros und die Evangelien. Aus den Notizen eines Vagabunden. Rütten & Loening, Frankfurt am Main 1921
- Narren und Helden. Aus den Notizen eines Vagabunden. Rütten & Loening, Frankfurt am Main 1923
- Die Mundharmonika. Erzählungen (Der erste Abschied ; Die Mundharmonika ; Der Vater ; Brot und Wein ; Vom Sturm in alten Herzen ; Agathe ; Das Huhn von Myta ; Galizische Nachtfahrt ; Jeannettes Erlebnis mit den Preußen ; Der Tod im Feld ; Der letzte Brief). Koehler & Amelang, Leipzig 1925
- Der Wanderer zwischen Staub und Sternen. Deutsche Buch-Gemeinschaft, Berlin 1926
- Mario und die Tiere. Deutsche Verlagsanstalt, Stuttgart 1928
- Brasilianische Tage und Nächte. (mit Adolph von Dungern) Berlin 1931.
- Tage der Kindheit. Ullstein, Berlin 1931
- Der Reiter in der Wüste. Deutsche Verlagsanstalt, Stuttgart 1935
- Marios Heimkehr. Deutsche Verlagsanstalt, Stuttgart 1937
- Die Reise um das Herz. Cotta, Stuttgart 1938 Kujawisch-Pommernsche Digitale Bibliothek
- Begegnungen. West-Ost, Berlin 1940
- Die klingende Schale. Märchenbilder und Traumgestalten (Das letzte Moorlinchen ; Knorrherz und Ermelinde ; Gani ; Die klingende Schale ; Der Teppich der Teja ; Klien ; Der Tor am Meer). Deutsche Verlags-Anstalt, Stuttgart/Berlin 1940
- als Herausgeber: Der Hüter der Schwelle. Die Welt des Novalis. Eine Auswahl von Waldemar Bonsels. Münchner Buchverlag, München 1941
- Dositos. Ein mythischer Bericht aus der Zeitenwende. Münchner Buchverlag, München 1943
- Mortimer. Der Getriebene der dunklen Pflicht. Kissner, Hamburg 1946
- Runen und Wahrzeichen. Abendland, Wuppertal 1947
- Die Herrschaft des Tieres. Gustav Spielberg Chronos Verlag, Berlin 1949
- Wanderschaft zwischen Staub und Sternen. Gesamtwerk. 10 Bände. Hrsg. Rose-Marie Bonsels. München, Langen Müller, 1980/ Deutsche Verlagsanstalt 1992, ISBN 3-421-06482-2.